# 倉松公園 (杉戸町)
倉松公園（くらまつこうえん）は埼玉県北葛飾郡杉戸町にある、北葛飾郡杉戸町が設置、管理・運営する公園である。

## 概要
この倉松公園は大島新田調整池の南東に整備され、1990年（平成2年）4月1日に開園した公園である。敷地面積としては4.8haを有している。園内には壁打ちテニスのテニス練習ボードや、ナイター設備のあるテニスコートおよび軟式野球場が所在している。また噴水や小川のある中央園路、木製遊具なども設けられている。多目的広場の周辺には桜が植樹されており、春には見どころの一つとなる。

## 施設
- 野球場
- テニスコート
- 多目的広場（7600㎡）
- 噴水
- 子供広場
- 中央園路
- 木製遊具
- 砂場
- 管理事務所
- 駐車場
- 送電線鉄塔
- あずまや

## 所在地
- 〒345-0034
- 埼玉県北葛飾郡杉戸町大字倉松765

## 交通
- 東武動物公園駅東口より朝日バス「関宿中央ターミナル行き」に乗車、「第2小学校前」にて下車、バス停より徒歩にて約5分。

## 周辺
- 大島新田調整池
- 倉松川
- 大島新田川
- 安戸落悪水路
- 杉戸町市民農園
- 杉戸町立杉戸第二小学校